# Ameletus doddsianus
Ameletus doddsianus is een haft uit de familie Ameletidae. De wetenschappelijke naam van de soort is voor het eerst geldig gepubliceerd in 1996 door Zloty.
De soort komt voor in het Nearctisch gebied.